# Open Mediterrania
O Open Mediterrania foi um torneio masculino de golfe no PGA European Tour, que foi disputado em vários locais diferentes da Espanha e da França entre os anos de 1990 e 1995 e tem sido conhecido sob nomes diferentes.

## Campeões
| Ano                         | Campeão                     | País                        | Pontuação                   | Par                         | Margem                      | Vice-campeão(ões)                                                 |
| Turespaña Open Mediterrania | Turespaña Open Mediterrania | Turespaña Open Mediterrania | Turespaña Open Mediterrania | Turespaña Open Mediterrania | Turespaña Open Mediterrania | Turespaña Open Mediterrania                                       |
| --------------------------- | --------------------------- | --------------------------- | --------------------------- | --------------------------- | --------------------------- | ----------------------------------------------------------------- |
| 1995                        | Robert Karlsson             | Suécia                      | 276                         | −12                         | 3 tacadas                   | Anders Forsbrand Miguel Ángel Jiménez Jarmo Sandelin Sam Torrance |
| 1994                        | José María Olazábal         | Espanha                     | 276                         | −12                         | Playoff                     | Paul McGinley                                                     |
| 1993                        | Frank Nobilo                | Nova Zelândia               | 279                         | −9                          | 1 tacada                    | Gordon Brand, Jnr David Feherty                                   |
| Open Mediterrania           |                             |                             |                             |                             |                             |                                                                   |
| 1992                        | José María Olazábal         | Espanha                     | 276                         | −12                         | 2 tacadas                   | José Rivero                                                       |
| Fujitsu Mediterranean Open  |                             |                             |                             |                             |                             |                                                                   |
| 1991                        | Ian Woosnam                 | País de Gales               | 279                         | −5                          | 1 tacada                    | Michael McLean                                                    |
| Amex Med Open               |                             |                             |                             |                             |                             |                                                                   |
| 1990                        | Ian Woosnam                 | País de Gales               | 210                         | −6                          | 2 tacadas                   | Miguel Ángel Martín Eduardo Romero                                |